# 神田盾夫
神田 盾夫（かんだ たてお、1897年6月30日 - 1986年7月19日）は、日本の言語学者、聖書学者（新約聖書学）。国際基督教大学の設立に尽力した一人である。

## 略歴
出生から修学期
1897年、東京市麹町区で英語学者神田乃武の四男として生まれた。1916年に第一高等学校英法科に入学。この頃、内村鑑三門下となった。1919年、東京帝国大学英文科に入学。しかし、翌1920年に師事した田中秀央の転出に伴い、神田も京都帝国大学文学部言語学科に転じた。京都では、田中秀央のほか、新村出、波多野精一らに師事した。1924年に同大学を卒業。その後は同大学大学院に進んだ。オックスフォード大学、ハイデルベルク大学に留学し、英国ではC・H・ドッドに、ドイツではマルティン・ディベリウスに師事し、主として西洋古典学を修めた。
西洋古典学者として
1930年に帰国し、同志社大学講師に就いた。また、龍谷大学などでも教鞭を執った。1932年、呉茂一の休退職により母校でもある東京帝国大学言語学科講師となり、1935年に助教授、1953年に教授昇格。しかし、同年3月に東京大学を退職し、日本同盟聖書学院(現在の国際基督教大学)教授に就いた。国際基督教大学の草創期に新約聖書学と西洋古典学を担当し、人文科学科長を務めた。その他、立教大学や京都大学などでも教鞭を執った。1986年に死去し、墓所は多磨霊園にある。

## 研究内容・業績
聖書学ならびに西洋古典学の双方にわたる研究・著述を残した。
直接または間接的にその教育・薫陶を受けた教え子は数多く、野上素一、関根正雄、河野六郎、岡野昌雄、木村彰一、川田殖らを教えている。1972年、ICU時代の教え子らによって学術団体「ペディラヴィウム会」が発足した。

## 家族・親族
- 父：神田乃武は教育者、英語学者。東京商科大学教授を務め、男爵。
- 兄：高木八尺は実兄で、政治学者。
- 妻：神田多恵子は広岡浅子の孫にあたり、戦後は関東地方更生保護委員会委員（唯一の女性メンバー）、中央更生保護審査会委員、中央青少年問題協議会専門委員などをつとめた。

## 著作
著書
- 『新約聖書を中心とせるパピルスの話』長崎書店 1940年
- 『新約聖書ギリシヤ語入門』岩波書店、岩波全書 1956年
  - オンデマンド版で復刊 2016年

著作全集
- 「神田盾夫著作集」全5巻（川田殖, 松永希久夫編、みすず書房 1976-1981)

1. 『西洋精神の源流』
2. 『西洋古典と聖書の世界』
3. 『新約聖書文献学・パピルスの話』
4. 『福音書研究』
5. 『折りにふれて』

翻訳
- 『新約聖書文献考』（ジョウジ・ミリガン、刀江書院） 1927年
- 『大工の子イエス』（S・L・ファーズ、矢崎源九郎共訳、中央公論社） 1950年
- 『イエス』（M・ディベリウス、新教出版社） 1950年
  - 改訳『イエス』（M・ディベリウス、W・キュンメル補訂、川田殖共訳、新教出版社） 1973年
- 『聖書 その今日における意義』（C・H・ドッド、新教出版社） 1953年
- 『キリストの来臨 福音書について』（C・H・ドッド、新教出版社） 1953年
- 『聖書物語』（寺沢芳雄, 村岡花子共訳、講談社、世界童話文学全集） 1960年

記念論集
- 「西洋精神の源流と展開 神田盾夫博士喜寿祝賀論文集」（松永希久夫, 岡野昌雄編、ペディラヴィウム会） 1975年
- 「聖書と英文学をめぐって 神田盾夫博士傘寿記念論文集」（山本俊樹編、ペディラヴィウム会） 1982年
- 「神田盾夫・多恵子記念文集」（神田先生御夫妻記念文集編集委員会編、ペディラヴィウム会） 1987年

## 参考資料
- 「神田盾夫博士年譜・著作目録」『キリスト教と文化』第3号、三鷹 : 国際基督教大学、1967年6月、1-4頁、ISSN 04542142、国立国会図書館書誌ID:173345。
- 「メモラビリア・座談と回顧:菅円吉,辻荘一,神田盾夫三先生をかこんで(座談会)」『キリスト教学』第12号、東京 : 立教大学キリスト教学会、1971年3月、144-166頁、CRID 1520290885052783744、ISSN 03876810。